# Кириленко, Герман Васильевич
Ге́рман Васи́льевич Кириле́нко (род. 13 января 1937, Каспийск, СССР) — советский российский учёный, политолог, доктор военных наук, генерал-майор, профессор. Член Союза писателей РФ, Почетный гражданин города Каспийска.

## Биография
Родился в 1937 году в Каспийске. Рано остался без отца. Окончил среднюю школу № 2 г. Каспийска, Тамбовское Краснознаменное военное училище им. Маршала Советского Союза Б.Шапошникова, юридический факультет Ростовского Государственного университета, Военную академию им. М. В. Фрунзе и Академию Генерального штаба.
Профессор кафедры стратегии Военной академии Генерального штаба Вооруженных Сил РФ. Основное направление научной деятельности — политология. Действительный член Российской академии проблем безопасности, обороны и правопорядка, Академии социальных наук РФ и Международной академии информатизации. На лекции Германа Кириленко собирались слушатели самых разных отделений, среди которых генерал А. Руцкой, А. Куликов, А. Квашнин, П. Грачёв и другие.
Выйдя на пенсию генерал-майором, начал писать книги. Автор многочисленных публикаций, большинство которых написано о Каспийске.
В 2011 году был удостоен звания Народного героя Дагестана с вручением золотой звезды.

## Публикации
- Война у порога Дагестана. 1942—1943. Военно-исторические очерки. — М., 2005 г.
- Рассекреченный город. Российская академия наук, — М., 2009.